# Битва під Суессулою
Битва під Суессулою (лат. Suessula) була третьою і останньою битвою між самнітами та Римською республікою в 343 році до н. е., це був рік початку Першої самнітської війни. За словами августанського історика Лівія самніти зібрали своє військо під Суессулою, на східному краю Кампанії. Римський консул Марк Валерій Корв змусив свою армію йти до Суессули. Коли самнітська армія розділилася для пошуку харчів, Валерій, скориставшись можливістю, захопив їхній табір, а потім розгромив самнітських мисливців. Сучасні історики вважають, що деталі битви були повністю придумані Лівієм, більше того, цілком можливо, що такої битви не було взагалі.

## Передумови
За словами Лівія, причиною Першої самнітської війни був напад самнітів на сидікінів, плем'я, що жило на півночі Кампанії. Останньою управляли з міста-держави Капуа, звідси відправили армію на допомогу сидікінам, але це їх не врятувало. Самніти вторглися в Кампанію і виграли другий бій на рівнині біля Капуа. Зазнавши поразки, Кампанія звернулася до Риму за допомогою. Римляни, незважаючи на договір із самнітами, погодилися допомогти і оголосили проти них війну.
Обидва римські консули (станом на 343 рік це були Марк Валерій Корв та Аул Корнелій Косс), пішли у похід проти самнітів, Валерій повів армію в Кампанію, а Корнелій — у Самній . У Кампанії Валерій здобув першу римську перемогу проти самнітів у битві на горі Гаур поблизу Кумів,Корнелій у битві при Сатикулі здобув другу римську перемогу завдяки героїзму Публія Деція Муса .

## Хід битви
Лівій, єдиний, хто описав бойові дії, пише, що самніти навіть після двох поразок, були все-таки налаштовані на перемогу у вирішальній битві. Вони привели всю свою армію до Суессули. Коли Валерій про це дізнався, він відіслав найсильніших воїнів захищати табір і запаси, а сам продовжив просуватися до Суессули. Там армія зупинилася близько до ворога, оскільки вони не взяли ні багажу, ні супроводжуючих, їхній табір був набагато меншим, ніж зазвичай. Самніти вишикувались і рушили на римлян. Вони ще більше підбадьорилися, коли дізналися від своїх розвідників про невеликий розмір римського табору. Але полководці самнітів були стримані. Через тривале перебування поза Суессулою, ім зараз не вистачало запасів. Вважаючи римлян занадто слабкими, щоб виходити з укриття, самніти відіслали мисливців по їжу. Коли Валерій побачив, що самніти розділилися, він вивів своїх людей. Напад був швидким, табір захопили першим штурмом. Залишивши два легіони, щоб утримувати табір Самніт, Валерій наказав решті армії оточити самнітських мисливців. Розділені самніти були вбиті чи втекли від страху.

## Післяісторія
Лівій пише, що після завершення кампанії обидва консули були удостоєні тріумфу в Римі. Карфагеняни, з якими римляни уклали договір про дружбу в 348 році, привітали Рим з перемогою, надіславши золоту корону вагою двадцять п'ять фунтів для храму Юпітера Капітолійського . Валерій та Корнелій відзначали свої тріумфи над самнітами 21 вересня та 22 вересня відповідно. Перша самнітська війна закінчилася в 341 р., самніти поновили свій договір з Римом, і визнали римський союз із Кампанією.Два наступні роки були відносно спокійними для Риму.

## Сучасні погляди
Сучасні історики сумніваються в історичній точності опису Лівієм цієї битви. Його розповіді, що стосуються даного перводу — це здебільшого власні довільні реконструкції та припущення, і немає причин вважати цю битву винятком. Кількість здобичі римлян та втрат збоку самнітів явно перебільшена. Едвард Того Салмон підозрював, що перемоги Валерія в 343 році можуть бути дублетами римських операцій проти Ганнібала в тому ж районі в 215 році. Салмон припустив, що в 343 р. відбувся лише один бій на околиці Капуї поблизу святині Юнони Гаури, яку Лівій, очевидно переплутав з Горою Гаур.С. П. Оуклі, з іншого боку, схиляється до думки, що римляни і самніти провели 34 битви в 343 році. Локація двох битв на горі Гаур та в Суессулі могла відображати напади самнітів на Куми та Капуа.